# Всеслов'янський антифашистський комітет
Всеслов'янський антифашистський комітет (рос. Всеславянский комитет) — громадська організація, створена 5 жовтня 1941 у Москві на чолі з генерал-лейтенантом О.Гундоровим. Мета — координація зв'язків з національно-визвольним рухом Опору в слов'янських країнах. Складався з президії, 6-ти секцій (російської, української, білоруської, чеської, польської, півд.-слов'янської), бюро обслуговування слов'янської преси за кордоном і організаційно-масового відділу. В українській секції працювали: О.Корнійчук (віце-президент к-ту), В.Василевська, О.Довженко, П.Панч, М.Рильський і П.Тичина. Робота здійснювалася шляхом проведення всеслов'янських антифашистських мітингів і радіомітингів (за 1943–44 — понад 70), видавництва і розповсюдження пропагандистських документів (1942–46 за кордон направлено понад 20 тис. статей і різних матеріалів), організації щотижневих радіопередач на слов'янські країни, підтримання зв'язків зі слов'янськими організаціями в США, Канаді, Великій Британії, Австралії, країнах Латинської Америки. Наприкінці 1945 комітет підтримував зв'язки з 130 зарубіжними слов'янськими організаціями. Зі звільненням слов'янських країн від гітлерівських військ у них утворювалися національні слов'янські комітети. Від 1942 виходив журнал «Славяне». 1947 ВАК реорганізований у Слов'янський комітет СРСР. 1962 його функції передані Радянському комітетові захисту миру.